# El Tecolote, San Juan de los Lagos
El Tecolote är en ort i Mexiko.   Den ligger i kommunen San Juan de los Lagos och delstaten Jalisco, i den centrala delen av landet, 400 km nordväst om huvudstaden Mexico City. El Tecolote ligger 1 748 meter över havet och antalet invånare är 151.
Terrängen runt El Tecolote är huvudsakligen platt, men åt sydost är den kuperad. El Tecolote ligger nere i en dal. Runt El Tecolote är det glesbefolkat, med 20 invånare per kvadratkilometer. Närmaste större samhälle är San Juan de los Lagos, 10,3 km nordväst om El Tecolote. I omgivningarna runt El Tecolote växer huvudsakligen savannskog.